# Tineodes adactylalis
Tineodes adactylalis is een vlinder uit de familie van de Tineodidae. De wetenschappelijke naam van de soort is voor het eerst geldig gepubliceerd in 1854 door Guenée.